# Firmissimam Constantiam
Firmissimam Constantiam (in italiano La ferma costanza) è un'enciclica di Papa Pio XI, promulgata il 28 marzo 1937, e dedicata alla difficile situazione della Chiesa cattolica in Messico. È la terza enciclica che il Pontefice dedicò alla Chiesa messicana perseguitata, dopo l'Iniquis Afflictisque (1926) e l'Acerba Animi (1932).
L'enciclica è anche nota con il titolo spagnolo di Nos Es Muy Conocida (È a Noi ben nota).

## Storia
La rivoluzione messicana del 1914 portò all'instaurazione di un regime fortemente anticlericale e anticattolico criticato apertamente dalla Chiesa cattolica, fino ad arrivare al divieto di celebrare pubblicamente il culto nel 1926.
Negli ultimi anni del pontificato di Pio XI i rapporti diplomatici con il Messico ebbero un leggero miglioramento, per le promesse del governo, che però furono del tutto disattese: gli stati messicani fecero a gara per limitare il numero dei sacerdoti autorizzati (l'importante stato di Veracruz impose addirittura un solo sacerdote ogni centomila abitanti) aggiungendo come clausole una specifica età per i sacerdoti e addirittura l'obbligo di contrarre matrimonio civile e altri vescovi furono espulsi dal paese. Molti sacerdoti si rifugiarono all'estero. Alcuni, rimasti in patria, celebravano clandestinamente e furono per questo imprigionati e non di rado assaliti durante la celebrazione: alle violenze si accompagnava la profanazione. Trattamento forse peggiore subirono le religiose, condannate a patire ogni tormento in carcere.
L'enciclica Firmissimam Constantiam fu la terza ad essere pubblicata dal papa riguardante situazione della Chiesa messicana.

## Contenuti
L'enciclica inizia con un'esortazione e un riconoscimento verso i numerosi fedeli cattolici, laici e sacerdoti, che hanno continuato a professare la fede cattolica nonostante la persecuzione:
(Incipit)
Nell'esortazione, il pontefice invita inoltre i sacerdoti a una «efficace collaborazione dei laici» che sono «in qualche modo partecipi di un sacerdozio santo e regale»: la formazione dei laici è vista come il miglior rimedio all'apostasia di quei fedeli che  «sia per rispetto umano, sia per timore di mali terreni, si rendono, almeno materialmente, partecipi della scristianizzazione di un popolo [quello messicano] che alla religione deve le sue più belle glorie».
Le esortazioni alla resistenza dei fedeli, già contenute nelle precedenti encicliche, si concentravano ora sulla vita religiosa domestica e familiare, visto che pubblicamente l'istruzione cattolica era proscritta e la pastorale tradizionale non poteva essere garantita per l'assenza forzata dei sacerdoti.